# Olympia-Radstadion (München)

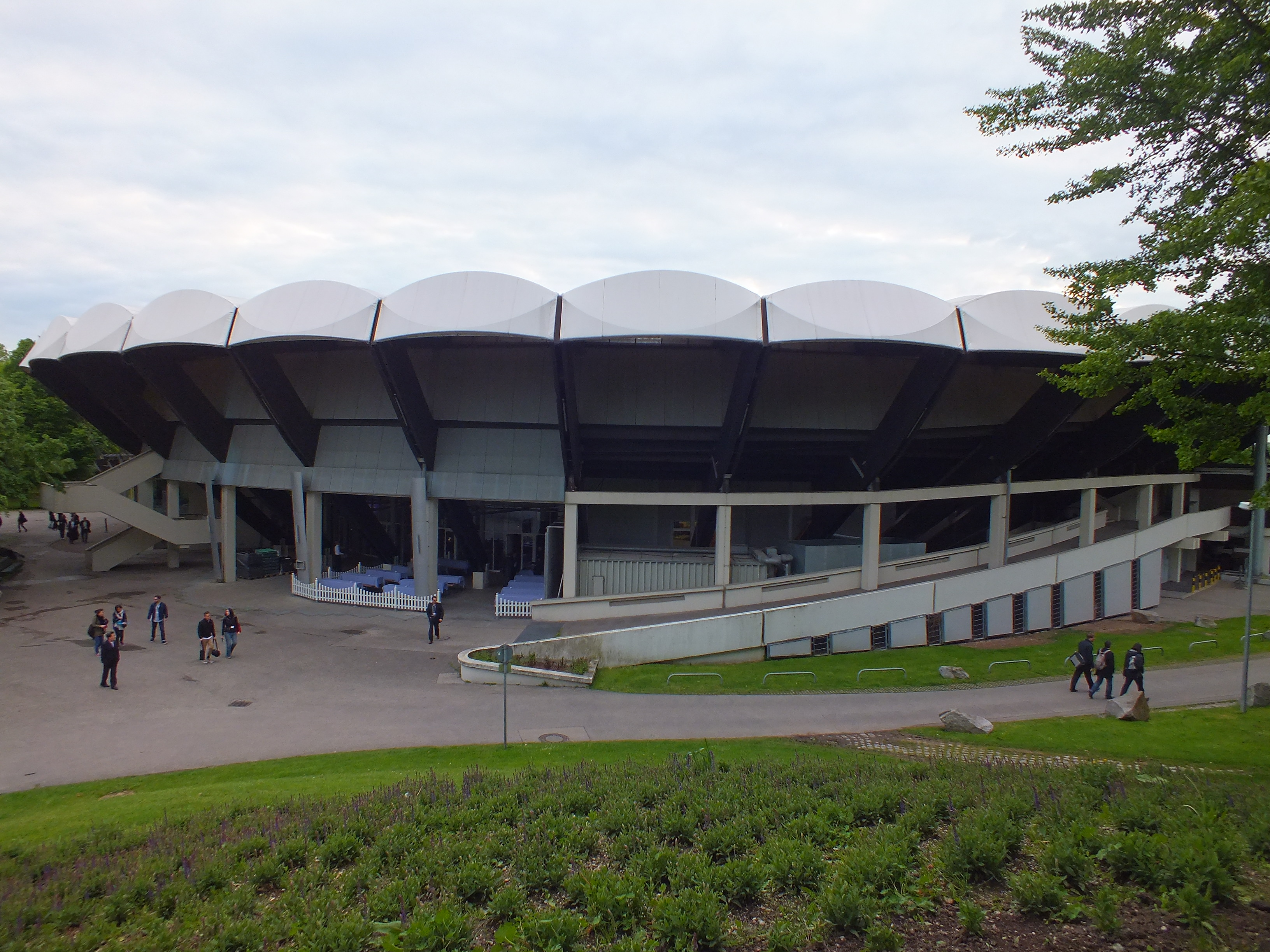
Außenansicht

Das Olympia-Radstadion in München, zwischenzeitlich auch Event-Arena genannt, war ein Radstadion, das für die Olympischen Spiele 1972 erbaut und im Jahr 2015 abgerissen wurde.

## Geschichte
Von 1970 bis 1972 wurde das Olympia-Radstadion im Olympiapark, östlich der Landshuter Allee errichtet. Für den Entwurf des Stadions waren die Architekten und Ingenieure Beier, Dahms, Grube, Harden, Kaiser und Laskowski verantwortlich. Es verfügte über eine 285,714 m (3,5 Runden = 1.000 Meter) lange und 7,50 m breiten Radrennbahn aus westafrikanischem Doussié-Afzelia-Edelholz nach Plänen des Münsteraner Architekten Herbert Schürmann und war halboffen. Die Tribünen für 4.157 Zuschauer (3.051 Sitzplätze und 1.106 Stehplätze) und die Bahn selbst waren überdacht, der Innenraum nicht. Das Stadion befand sich am „Toni-Merkens-Weg“, so benannt nach dem Olympiasieger im Sprint von 1936.
Bereits nacholympisch befanden sich vier Tennisplätze mit Bitumenbelag im Innenbereich, welche in den 1980er Jahren von einer Traglufthalle umgeben waren. Ende der 1990er Jahre wurde das Stadion umgebaut und der offene Innenraum mit einer zusätzlichen Überdachung zur Erlebniswelt Olympic Spirit. Diese wurde jedoch nach nur wenigen Monaten wegen mangelnder Rentabilität wieder geschlossen. Anschließend wurde das Olympia-Radstadion als Event-Arena für Veranstaltungen aller Art vermarktet. Mehrfach stand auch der Abriss zur Diskussion: Im Jahre 2000 gab es Überlegungen, an dieser Stelle ein neues Stadion für den FC Bayern München zu errichten, und bei einer möglichen Vergabe der Olympischen Winterspiele 2018 an München war an dieser Stelle eine Eishalle geplant.
Nach einem weiteren Umbau wurde das Stadion als Kongresszentrum genutzt. Es war auf zwei Ebenen aufgeteilt und verfügte über eine Nutzfläche von 9.000 Quadratmetern bei einer Hallenkapazität von rund 3.800 Besuchern. Der Besitzer ist der Olympiapark München.

### Entscheidung über Abriss des bestehenden Gebäudes

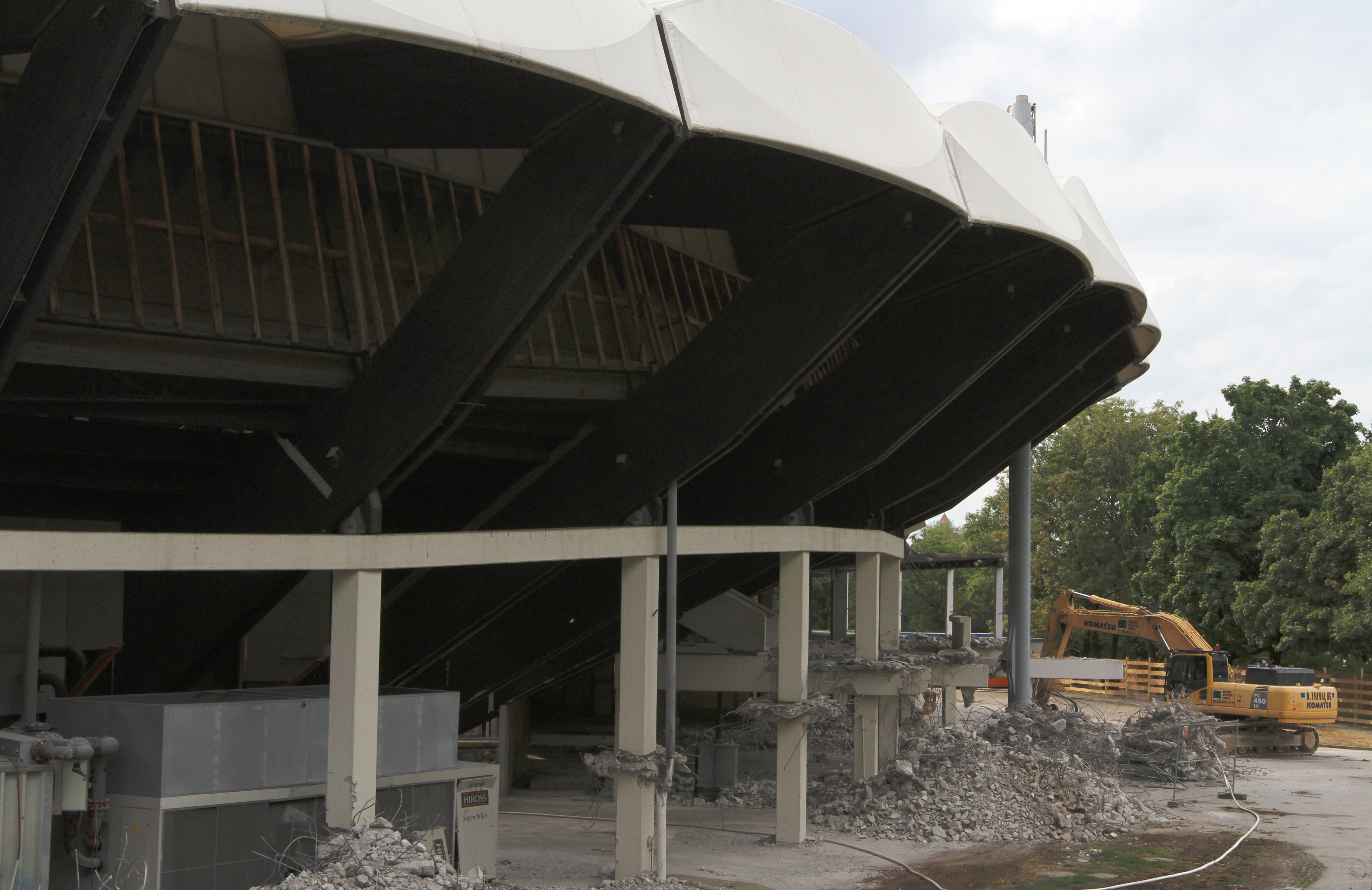
Abriss des ehemaligen Radstadions, August 2015

Am 17. Dezember 2014 beschloss die Stadt München den Bau einer neuen Multifunktionshalle für Eishockey und Basketball am Standort des früheren Radstadions durch einen privaten Investor auszuschreiben.
Der Abriss wurde bis zum Ende des Jahres 2015 abgeschlossen.

### Neubau einer Multifunktionshalle
Das Radstadion wird durch den Neubau einer Multifunktionshalle am selben Standort ersetzt werden, die ursprünglich bereits im Jahr 2018 eröffnet werden sollte. Mittlerweile erfolgte die Eröffnung der SAP Garden getauften Arena aufgrund mehrerer Verzögerungen am 27. September 2024.
Der FC Bayern Basketball und der EHC Red Bull München sollen Langzeitmieter des Neubaus werden, daneben soll die Stadt München für die Mitnutzung „für den Publikumseislauf, den Breitensport, den Schulsport und für Shorttrack – insbesondere für den Jugendstützpunkt“ ebenfalls Langzeitmieter werden.

## Veranstaltungen
Unter anderem fanden bis zur Stilllegung in der Event-Arena statt:
- Körperwelten (2003)
- Internationale Edelmetall- und Rohstoffmesse
- Hochzeitsmesse TrauDich!
- Erotikmessen
- die alle zwei Jahre stattfindende Spielstadt Mini-München